# Bichiș
Bichiș [ˈbiciʃ] (deutsch Buchendorf, ungarisch Magyarbükkös oder Bükkös) ist eine Gemeinde im Kreis Mureș, in der Region Siebenbürgen in Rumänien.

## Geographische Lage

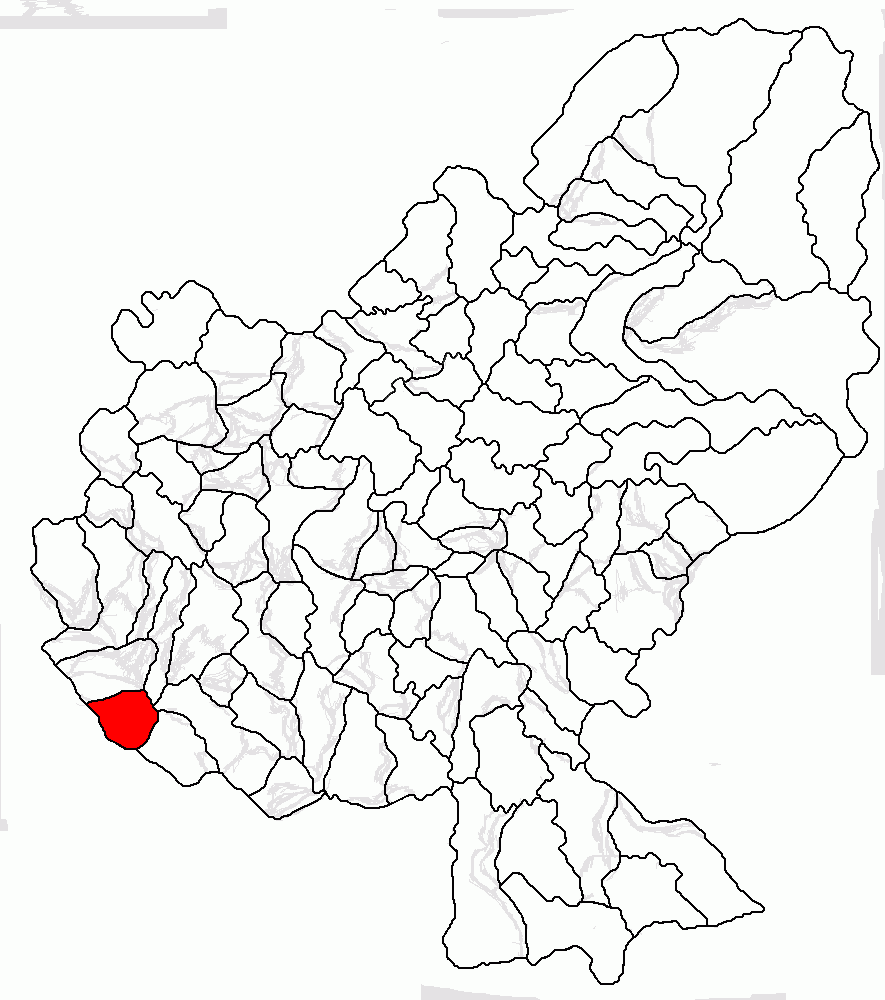
Lage der Gemeinde Bichiș im Kreis Mureș

Die Gemeinde Bichiș liegt im Norden des Kokel-Hochlands (Podișul Târnavelor) – Teil des Siebenbürgischen Beckens – im Südwesten des Kreises Mureș. Am Oberlauf des Baches Ațintiș – ein linker Nebenfluss des Mureș (Mieresch) – und der Kreisstraße (drum județean) DJ 153F befindet sich der von Magyaren mehrheitlich bewohnte Ort Bichiș 15 Kilometer südlich von der Kleinstadt Luduș (Ludasch) und etwa 60 Kilometer südwestlich von der Kreishauptstadt Târgu Mureș (Neumarkt am Mieresch) entfernt.

## Geschichte
Der Ort Bichiș wurde nach unterschiedlichen Angaben 1296 oder 1303 erstmals urkundlich erwähnt.
Auf eine Besiedlung des Gemeindeareals weisen archäologische Funde auf dem Gebiet des eingemeindeten Dorfes Ozd (Thürendorf) in die Römerzeit. Im Verzeichnis historischer Denkmäler des Ministeriums für Kultur und nationales Erbe (Ministerul Culturii și Patrimoniului Național) in dem von den Einheimischen Lotrul Domnișoarei genannten Gebiet deuten Funde auf eine Besiedlung in die Jungsteinzeit hin. Archäologische Objekte werden im Museum in Târgu Mureș aufbewahrt.
Zur Zeit des Königreichs Ungarn gehörte die heutige Gemeinde dem Stuhlbezirk Marosújvár in der Gespanschaft Unterweißenburg, anschließend dem historischen Kreis Târnava-Mică und ab 1950 dem heutigen Kreis Mureș an.
Das Gemeindewappen ist seit 2013 beantragt; 2019 noch nicht erstellt.

## Bevölkerung
Die Bevölkerung der Gemeinde Bichiș entwickelte sich wie folgt:
| 1850 | 2.065 | 977   | 899   | 1 | 188 |
| 1941 | 2.843 | 1.162 | 1.583 | 6 | 92  |
| 1992 | 1.081 | 299   | 703   | - | 79  |
| 2002 | 1.039 | 286   | 644   | - | 109 |
| 2011 | 805   | 226   | 479   | - | 100 |
| 2021 | 715   | 228   | 373   | - | 114 |

Seit 1850 wurde auf dem Gebiet der heutigen Gemeinde die höchste Einwohnerzahl und die der Rumänen 1941 ermittelt. Die höchste Anzahl der Magyaren (1.723) wurde 1920, die der Roma (183) 1850 und die der Rumäniendeutschen (10) 1900 registriert.

## Sehenswürdigkeiten
- Im eingemeindeten Dorf Ozd – mehrheitlich von Magyaren bewohnt – das Schloss Pekry-Radák,[9] nach unterschiedlichen Angaben 1705 oder 1709[10] erneut errichtet und 1732 fertiggestellt, steht das dem Zerfall geweihte Schloss unter Denkmalschutz.[6]

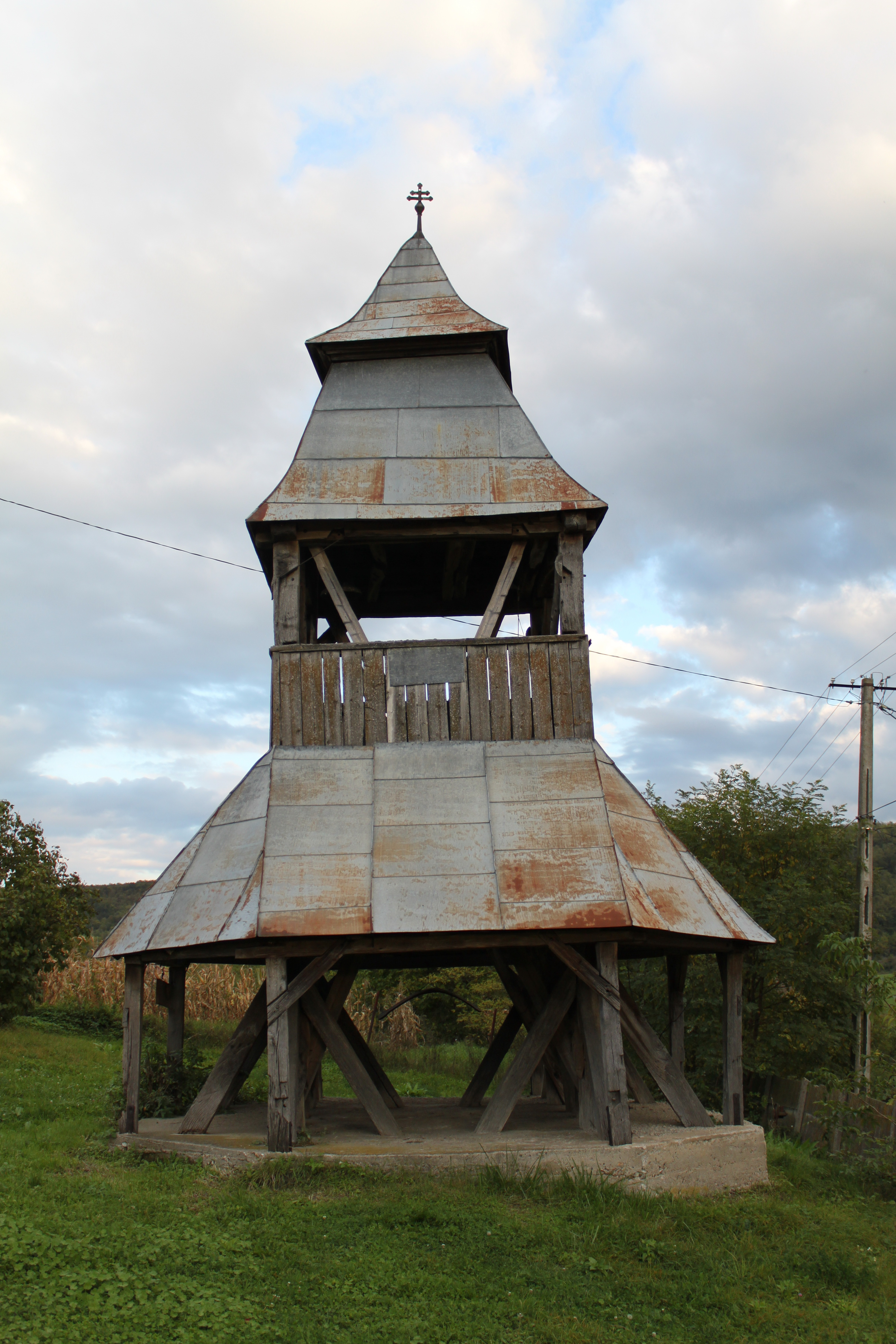
Glockenturm der Holzkirche in Nandra
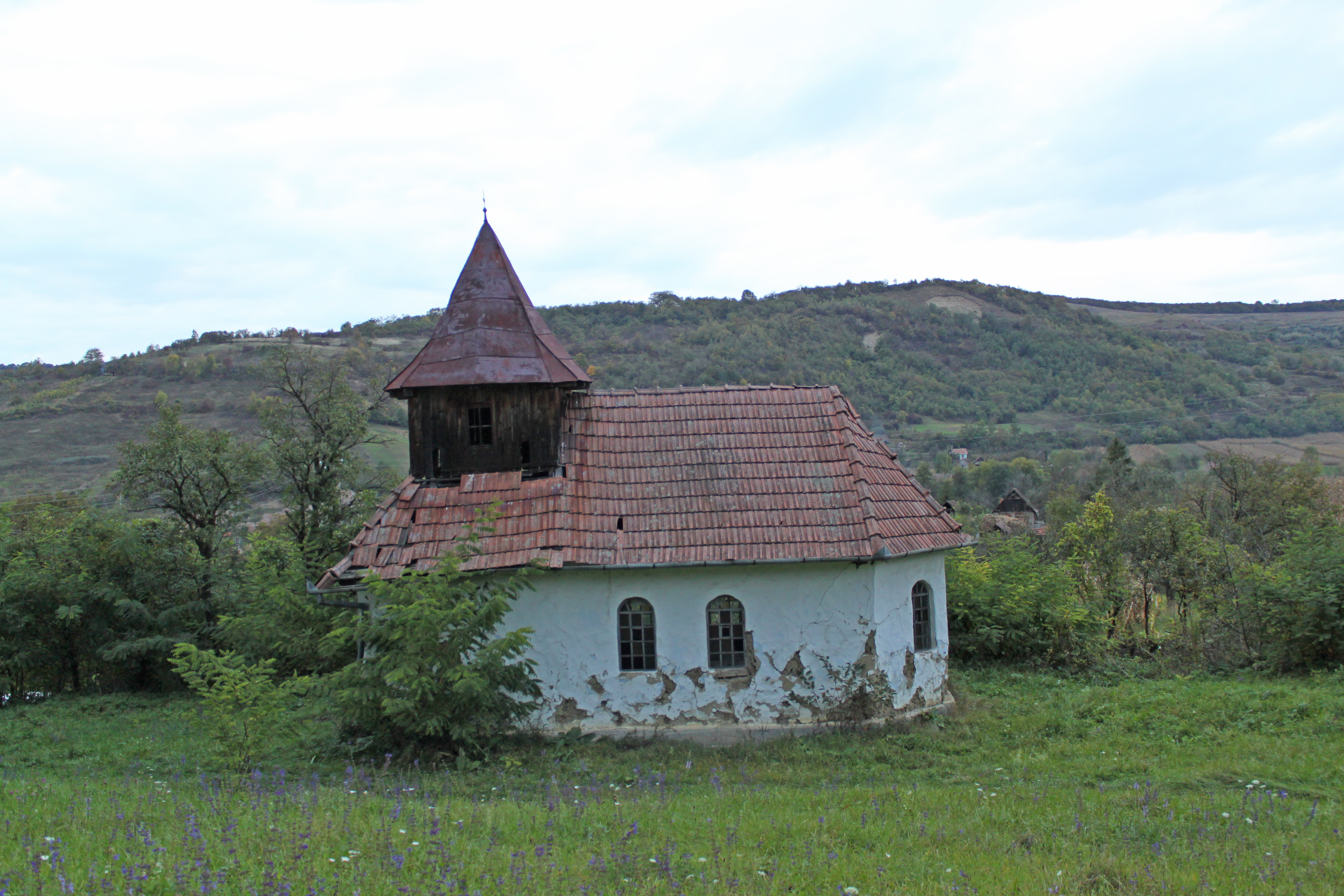
Holzkirche in Ozd

## Persönlichkeiten
- Johann Kemény (1607–1662), war Fürst von Siebenbürgen
- István Horváth (1909–1977), geboren in Ozd, war ein siebenbürgisch-ungarischer Dichter und Schriftsteller.[11]